# Jerónimo Valera
Jerónimo Valera (Nieva, près de Chachapoyas, 1568 – Lima, 1625) est un philosophe franciscain espagnol, frère du chroniqueur Blas Valera.

## Biographie
Fils de conquistadores de la province de Chachapoya, il peut compter comme le premier philosophe créole péruvien. À l'age de 21 ans, en 1589, il prit l'habit franciscain au couvent de San Francisco de Lima, dont il allait devenir lui-même à deux reprises le gardien plus tard. En 1614, il fut élu ministre provincial de la province des Douze Apôtres. Il était prédicateur, théologien, latiniste, poète, curieux d'astrologie, versé dans les deux droits et éminent scotiste. Il enseigna pendant de longues années les arts et la théologie à Lima, et devint Lecteur jubilaire et Qualificateur du Saint Office. Il est auteur d'un commentaire sur la logique d'après l'esprit de Duns Scot qui fut le premier imprimé au Pérou.

## Œuvres
- Commentarii ac quaestiones in universam Aristotelis ac I. Duns Scoti logicam, in duas partes distributa, Lima, 1610.
- Vers latins parus dans le Symbolo catholico indiano de Luis Jerónimo de Oré.